# Premis i nominacions rebuts per Alan Rickman

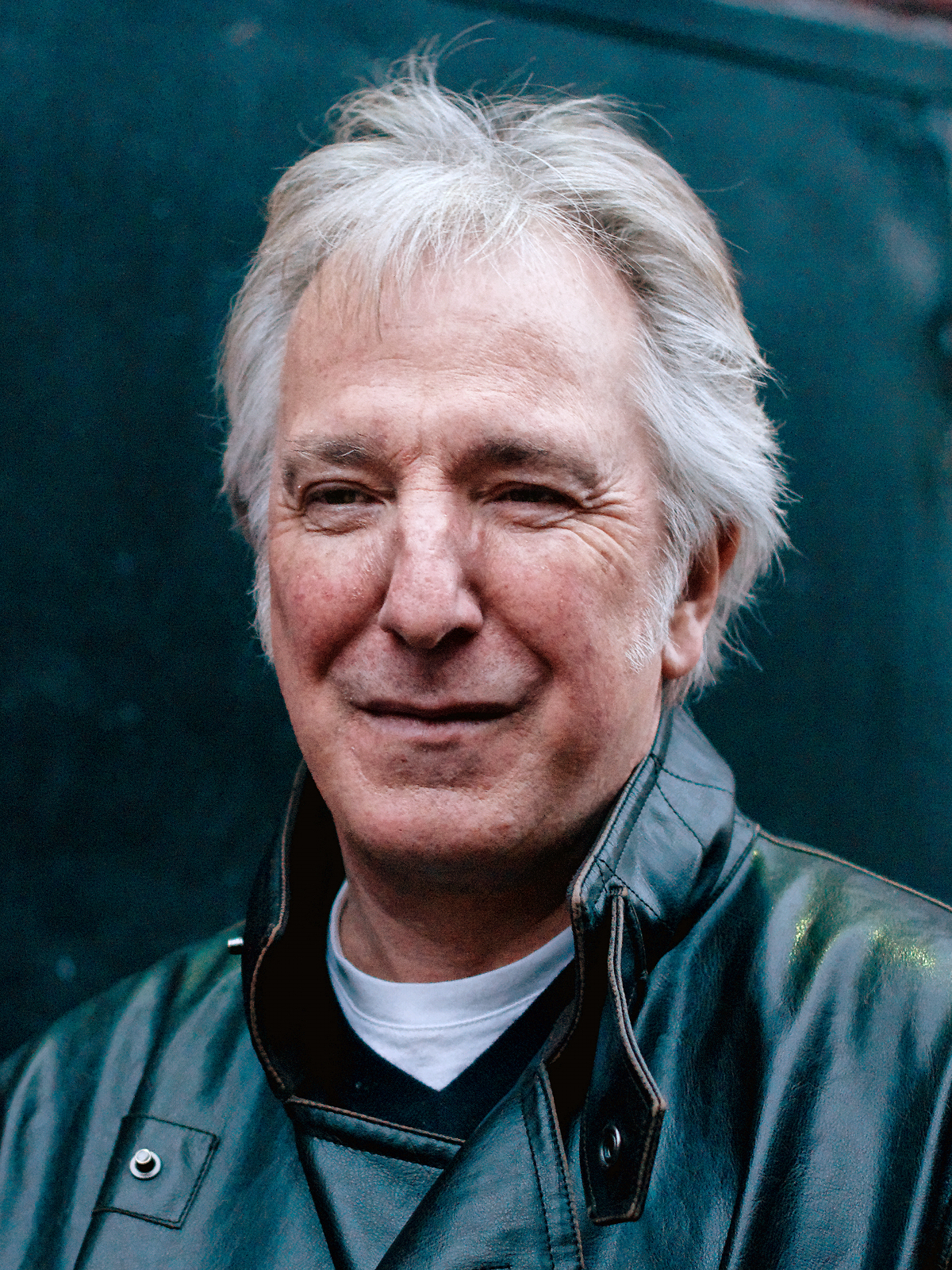
Rickman a l'Acadèmia de Música de Brooklyn el gener de 2011

A continuació segueix un llistat dels premis i nominacions rebuts per l'actor Alan Rickman, en actiu entre 1978 i 2016, any de la seva mort.

## Aliança de Dones Periodistes de Cinema
| Any  | Obra                                             | Premi                  | Resultat |
| ---- | ------------------------------------------------ | ---------------------- | -------- |
| 2011 | Harry Potter i les relíquies de la Mort (Part 2) | Millor actor secundari | Nominat  |

## Premis BAFTA
| Any  | Obra                             | Premi                           | Resultat  |
| ---- | -------------------------------- | ------------------------------- | --------- |
| 1991 | Truly, Madly, Deeply             | BAFTA al millor actor           | Nominat   |
| 1991 | Robin Hood: Príncep dels lladres | BAFTA al millor actor secundari | Guanyador |
| 1995 | Sentit i sensibilitat            | BAFTA al millor actor secundari | Nominat   |
| 1996 | Michael Collins                  | BAFTA al millor actor secundari | Nominat   |

## Premi de l'Associació de Crítics de Cinema
| Any  | Obra                                              | Premi              | Resultat |
| ---- | ------------------------------------------------- | ------------------ | -------- |
| 2003 | Love Actually                                     | Millor repartiment | Nominat  |
| 2007 | Sweeney Todd: el barber diabòlic del carrer Fleet | Millor repartiment | Nominat  |

## Premis Globus d'Or
| Any  | Obra                              | Premi                                               | Resultat  |
| ---- | --------------------------------- | --------------------------------------------------- | --------- |
| 1996 | Rasputin: Dark Servant of Destiny | Globus d'Or al millor actor en minisèrie o telefilm | Guanyador |

## Premis MTV Movie
| Any  | Obra                                             | Premi                                                    | Resultat  |
| ---- | ------------------------------------------------ | -------------------------------------------------------- | --------- |
| 1991 | Robin Hood: Príncep dels lladres                 | Premi MTV Movie al millor malvat                         | Nominat   |
| 2011 | Harry Potter i les relíquies de la Mort (Part 2) | Premi Mundial MTV al personatge preferit de Harry Potter | Guanyador |

## Premis People's Choice
| Any  | Obra                                             | Premi              | Resultat  |
| ---- | ------------------------------------------------ | ------------------ | --------- |
| 2011 | Harry Potter i les relíquies de la Mort (Part 2) | Millor repartiment | Guanyador |

## Premi Primetime Emmy
| Any  | Obra                              | Premi                                                  | Resultat  |
| ---- | --------------------------------- | ------------------------------------------------------ | --------- |
| 1996 | Rasputin: Dark Servant of Destiny | Primetime Emmy al millor actor en minisèrie o telefilm | Guanyador |
| 2004 | Something the Lord Made           | Primetime Emmy al millor actor en minisèrie o telefilm | Nominat   |

## Premis de la Societat de Crítics de Cinema de Phoenix
| Any  | Obra                             | Premi              | Resultat |
| ---- | -------------------------------- | ------------------ | -------- |
| 2002 | Harry Potter i la cambra secreta | Millor repartiment | Nominat  |
| 2004 | Love Actually                    | Millor repartiment | Nominat  |

## Premis de la Societat de Crítics de Cinema de San Diego
| Any  | Obra                                             | Premi              | Resultat  |
| ---- | ------------------------------------------------ | ------------------ | --------- |
| 2011 | Harry Potter i les relíquies de la Mort (Part 2) | Millor repartiment | Guanyador |

## Premis del Sindicat d'Actors
| Any  | Obra                              | Premi                                                           | Resultat  |
| ---- | --------------------------------- | --------------------------------------------------------------- | --------- |
| 1995 | Sentit i sensibilitat             | Premi SAG a la millor interpretació en cinema                   | Nominat   |
| 1996 | Rasputin: Dark Servant of Destiny | Premi SAG a la millor interpretació en una minisèrie o telefilm | Guanyador |
| 2013 | El majordom                       | Premi SAG a la millor repartiment en cinema                     | Nominat   |

## Premis Satellite
| Any  | Obra                              | Premi                                                   | Resultat  |
| ---- | --------------------------------- | ------------------------------------------------------- | --------- |
| 1996 | Rasputin: Dark Servant of Destiny | Premi Satellite al millor actor en minisèrie o telefilm | Guanyador |
| 1999 | Dogma                             | Premi Satellite al millor actor secundari en cinema     | Nominat   |
| 2004 | Something the Lord Made           | Premi Satellite al millor actor en minisèrie o telefilm | Nominat   |

## Premis Saturn
| Any  | Obra                                              | Premi                                  | Resultat |
| ---- | ------------------------------------------------- | -------------------------------------- | -------- |
| 1991 | Robin Hood: Príncep dels lladres                  | Premi Saturn al millor actor secundari | Nominat  |
| 1999 | Galaxy Quest                                      | Premi Saturn al millor actor secundari | Nominat  |
| 2007 | Sweeney Todd: el barber diabòlic del carrer Fleet | Premi Saturn al millor actor secundari | Nominat  |
| 2011 | Harry Potter i les relíquies de la Mort (Part 2)  | Premi Saturn al millor actor secundari | Nominat  |

## Premis Scream
| Any  | Obra                                             | Premi                                  | Resultat  |
| ---- | ------------------------------------------------ | -------------------------------------- | --------- |
| 2009 | Harry Potter i el misteri del Príncep            | Premi Scream al millor repartiment     | Guanyador |
| 2011 | Harry Potter i les relíquies de la Mort (Part 2) | Premi Scream al millor actor secundari | Nominat   |
| 2011 | Harry Potter i les relíquies de la Mort (Part 2) | Premi Scream al millor repartiment     | Nominat   |

## Premis de l'Associació de Crítics de Cinema St. Louis Gateway
| Any  | Obra                                             | Premi                 | Resultat |
| ---- | ------------------------------------------------ | --------------------- | -------- |
| 2011 | Harry Potter i les relíquies de la Mort (Part 2) | Millor actor secundar | Nominat  |

## Premis Tony
| Any  | Obra                     | Premi                                | Resultat |
| ---- | ------------------------ | ------------------------------------ | -------- |
| 1987 | Les Liaisons Dangereuses | Premi Tony al millor actor en teatre | Nominat  |
| 2002 | Private Lives            | Premi Tony al millor actor en teatre | Nominat  |

## Premis de l'Associació de Crítics de Cinema de l'Àrea de Washington D.C.
| Any  | Obra                                             | Premi     | Resultat |
| ---- | ------------------------------------------------ | --------- | -------- |
| 2011 | Harry Potter i les relíquies de la Mort (Part 2) | Best Cast | Nominat  |